# Donald Bissa
Donald Bissa (* 13. Dezember 1981) ist ein ivorischer Fußballspieler.

## Karriere
Donald Bissa spielte von 2013 bis 2015 in Indonesien. Wo er vorher gespielt hat, ist unbekannt. Hier stand er bei den Vereinen PSAP Sigli, Deltras Sidoarjo, PSIR Rembang, PSBL Langsa und PS Barito Putera unter Vertrag. 2016 ging er nach Myanmar. Hier unterschrieb er einen Vertrag beim Manaw Myay FC. Der Verein aus Myitkyina spielte in der zweiten Liga, der MNL-2. Am Ende der Saison wurde er mit dem Verein Meister der zweiten Liga. Da der Verein am Ende der Saison aufgelöst wurde, wechselte er Anfang 2017 zu Zwekapin United. Mit dem Verein aus Hpa-an spielte er in der ersten Liga, der Myanmar National League. Für Zwekapin absolvierte er 15 Erstligaspiele. 2018 ging er wieder nach Indonesien. Hier schloss er sich für ein Jahr den Martapura FC aus Martapura an. 2019 kehrte er nach Myanmar zurück. Hier nahm ihn der Erstligist Sagaing United aus Monywa unter Vertrag. Für Sagaing schoss er 14 Tore in 19 Spielen. Anfang 2020 verpflichtete ihn Ligakonkurrent Hanthawaddy United aus Taungoo. Mit dem Verein wurde er Vizemeister und Torschützenkönig mit 18 Toren. Von Januar 2021 bis Juli 2022 war er vertrags- und vereinslos. Am 1. August 2022 ging er nach Indonesien. Hier unterschrieb er einen Vertrag beim Erstligisten PSM Makassar.

## Erfolge
Manaw Myay FC
- Myanmarischer Zweitligameister: 2016

PSM Makassar
- Indonesischer Meister: 2022/23

## Auszeichnungen
Myanmar National League
- Torschützenkönig[1]: 2020